# Cách mạng 1848
Các cuộc cách mạng năm 1848, được biết đến ở một số quốc gia là Mùa xuân của các quốc gia, Mùa xuân của nhân dân, Mùa xuân của các dân tộc, hay Năm Cách mạng, là một loạt các biến động chính trị trên khắp châu Âu vào năm 1848. Nó vẫn là làn sóng cách mạng lan rộng nhất trong lịch sử châu Âu.
Các cuộc cách mạng về cơ bản là các cuộc cách mạng tư sản và dân chủ và tự do về bản chất, với mục đích xóa bỏ các cấu trúc quân chủ cũ và tạo ra các quốc gia độc lập. Các cuộc cách mạng lan rộng khắp châu Âu sau khi một cuộc cách mạng ban đầu bắt đầu ở Pháp vào tháng Hai. Hơn 50 quốc gia đã bị ảnh hưởng, nhưng không có sự phối hợp hay hợp tác đáng kể giữa các nhà cách mạng tương ứng. Một số yếu tố đóng góp chính là sự không hài lòng rộng rãi với sự lãnh đạo chính trị, đòi hỏi phải tham gia nhiều hơn vào chính phủ và dân chủ, yêu cầu tự do báo chí, các yêu cầu khác của giai cấp công nhân, sự trỗi dậy của chủ nghĩa dân tộc và sự tái lập lực lượng chính phủ được thành lập.
Các cuộc nổi dậy được lãnh đạo bởi các liên minh ad hoc của các nhà cải cách, tầng lớp trung lưu và công nhân, những người không gắn bó lâu dài. Hàng chục ngàn người đã thiệt mạng và nhiều người khác bị buộc phải lưu vong. Những cải cách đáng kể kéo dài bao gồm việc bãi bỏ chế độ nông nô ở Áo và Hungary, chấm dứt chế độ quân chủ chuyên chế ở Đan Mạch và giới thiệu nền dân chủ đại diện ở Hà Lan. Các cuộc cách mạng là quan trọng nhất ở Pháp, Hà Lan, các bang của Liên minh Đức sẽ tạo nên Đế quốc Đức vào cuối thế kỷ 19 và đầu thế kỷ 20, Ý và Đế quốc Áo.

## Nguồn gốc

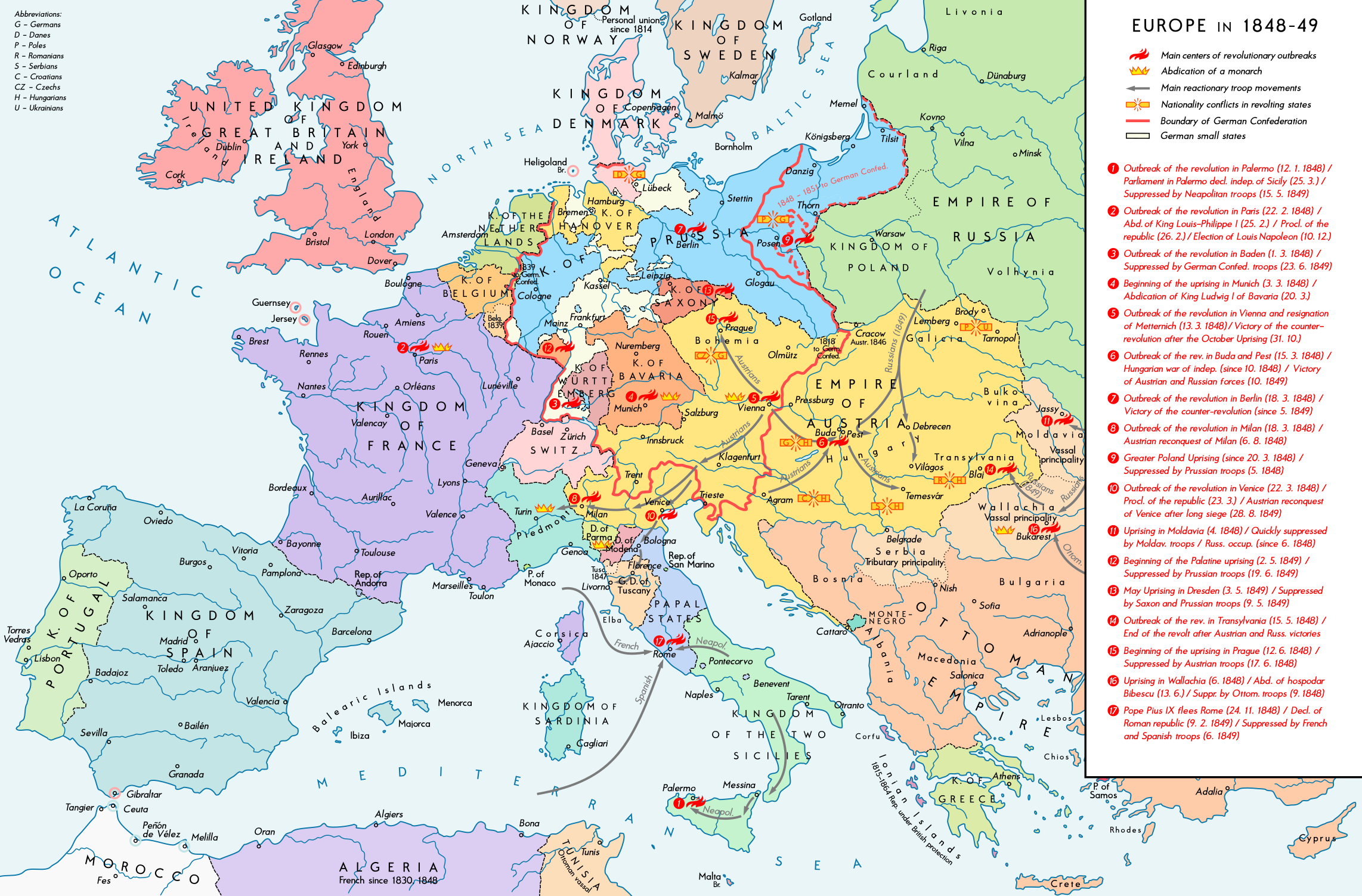
Bản đồ châu Âu năm 1848, 1818 mô tả các trung tâm cách mạng chính, các phong trào phản cách mạng quan trọng và các quốc gia có sự thoái vị